# Рогель, Юрий
Юрий Рогель (Joeri Rogelj; род. 10 ноября 1980) — бельгийский учёный, специалист в области глобального потепления. Доктор философии, лектор Grantham Institute – Climate Change and Environment Имперского колледжа Лондона и сотрудник Международного института прикладного системного анализа (IIASA), прежде сотрудник Потсдамского института изучения климатических изменений. Отмечен Peccei Award (2011) и Piers Sellers Award (2016, первый удостоенный). С 2019 года член Консультативной группы Генерального секретаря ООН по климатологии.
Степень доктора философии по климатологии получил в ETH Zurich, там же являлся постдоком. Также получил две магистерских степени, одну из которых по инженерии, в Лёвенском католическом университете. В 2011 году впервые поступил в IIASA — в качестве участника летней программы для молодых ученых.
Автор более 50 рецензированных публикаций, публиковался в Nature.
Автор спецдоклада МГЭИК «Глобальное потепление на 1,5 °C» (2018).
Ведущий автор Шестого оценочного доклада МГЭИК.